# Tinh thể ion

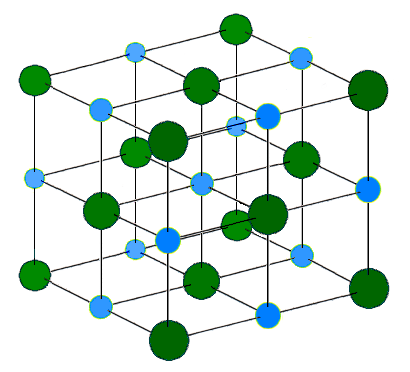
Cấu trúc tinh thể natri clorua (halit). Mỗi nguyên tử có sáu lân cận gần nhất, có dạng hình học bát diện. Sự sắp xếp này được gọi là đóng gói gần khối (ccp).
Xanh dương = Na^{+}
Xanh lá cây = Cl^{−}

Tinh thể ion là một hợp chất ion kết tinh. Chúng là chất rắn bao gồm các ion liên kết với nhau bằng lực hút tĩnh điện thành một mạng tinh thể đều đặn. Ví dụ về các tinh thể như vậy là halogenua kiềm, bao gồm kali florua, kali clorua, kali bromua, kali iođua, natri florua.
NaCl có tỉ lệ đồng phân 6: 6. Các tính chất của NaCl phản ánh tương tác mạnh mẽ tồn tại giữa các ion. Nó là một chất dẫn điện tốt khi nóng chảy, nhưng rất kém ở trạng thái rắn. Khi hợp nhất các ion di động mang điện tích qua chất lỏng.
Chúng có đặc điểm là hấp thụ mạnh bức xạ hồng ngoại và có các mặt phẳng mà chúng phân cắt dễ dàng. Sự sắp xếp chính xác của các ion trong mạng tinh thể ion thay đổi tùy theo kích thước của các ion trong chất rắn.

## Liên kết - cấu trúc mạng
Các nút lưới là do các ion dương hoặc âm lần lượt chiếm giữ. Các ion này liên kết với nhau bằng liên kết ion.
Liên kết ion là liên kết bền, không định hướng, không bão hòa nên nó tuân theo nguyên lý sắp xếp đặc khít nhất.
"Trong tinh thể các hạt có khuynh hướng sắp xếp đặc khít nhất, sao cho thể tích khoảng không gian tự do giữa chúng là nhỏ nhất".
Mặt khác, người ta thừa nhận các cation, anion có dạng hình cầu, bán kính xác định. Tương tác giữa các ion là tương tác tĩnh điện không định hướng. Vì vậy:
Về nguyên tắc chung, các ion nhất định sẽ kết tinh theo một dạng mạng lưới nào đó sao cho hệ thống đạt được bền vững nhất, nghĩa là ứng với một năng lượng cực tiểu. Trạng thái này sẽ đạt được khi một số lớn các ion trái dấu tiếp xúc với nhau, và các ion cùng dấu không chèn vào nhau. Do đó số phối trí sẽ phụ thuộc vào tỷ số bán kính giữa cation và anion.
Số phối trí là số hạt gần nhất xung quanh 1 hạt. Đối với tinh thể ion là số ion cùng dấu bao quanh 1 ion trái dấu gần nhất.

## Tính chất chung
- Độ bền và độ cứng cao.
- Dẫn nhiệt và dẫn điện kém vì trong tinh thể ion không có các hạt mang điện tích chuyển động tự do.
- Nhiệt độ nóng chảy và nhiệt độ sôi cao.
- Thường tan nhiều trong nước.
- Hệ số giãn nở: Càng lớn khi điện tích các ion càng nhỏ và khoảng cách giữa các ion càng lớn.